# Język parija
Język parija, parya – język zaliczany do centralnej grupy języków indoaryjskich, używany przez około 3000 osób w Tadżykistanie. Jego użytkownicy przybyli w XIX w. z Afganistanu. Pewni zamieszkują też Uzbekistan.
Znane są także języki tadżycki i uzbecki. W Afganistanie wyszedł z użycia; nie są znane ewentualne osoby, które wciąż posługiwałyby się tym językiem.